# エマーム・ホメイニー国際空港
エマーム・ホメイニー国際空港（エマーム・ホメイニーこくさいくうこう、ペルシア語: فرودگاه بین‌المللی امام خمینی Forūdgāh-e Beinol-melalī-ye Emām Khomeinī）は、イランの首都テヘランの南約30kmにある国際空港である。現在市域内となってしまっているメヘラーバード国際空港を代替する目的で建設された。当初はアフマーダーバード空港の呼称であったが、1979年のイラン革命の指導者であるルーホッラー・ホメイニー（イランではエマームの称号を冠される）の名が採られた。現在、供用中のターミナルと同程度ないしより大規模なターミナル2が建設中であるが、完成日時は発表されていない。

## 歴史

### 開港まで
空港の建設は1979年のイラン革命以前から行われており、ダラス・フォートワース国際空港を範にとって設計された。当初の設計はアメリカ合衆国の設計コンソーシアムTAMSの手になるものである。さらに空港の設計・建設・管理を一括して行う地元の合弁事業体TAMS-AFAが設立された。
しかしながら、イラン革命の勃発により計画は凍結。その後、政府はイランの技術ノウハウによる建設を決定し、地元の設計者・技術者をフランスのADPが主導する形で進められたものの、この契約も2年後に破棄。公共企業連合たる被抑圧者財団（M&J財団）に引き継がれる。メイン・ターミナルは被抑圧者財団によって落成された。さらにこの時点でイラン民間航空機構の決定により、第2ターミナル建設および全体の管理はトルコ・オーストリアのコンソーシアムTAVに引き継れた。

### 開港と混乱
当初の開港予定は2004年2月1日（「10夜の夜明け」＝革命記念週間の初日）が予定された。しかしイラン石油省との協定調印の不調による新空港への燃料供給懸念など問題が山積、開港は同年5月8日まで遅延した。さらに開港を目前にして地元航空会社2社が新空港への移転を拒否する事態が出来した。経済紙「ハヤーテ・ノウ」は半官半民の航空会社イラン・アーセマーン航空の社長アリー・アーベドザーデの「私たちは外国人の運営する空港からは飛ばさない」という言葉を引いている。
5月7日、当局はTAVに空港からの機材・人員の引揚を命令、運営はイラン航空に委ねられた。これについても後を受けた空港支配人ホセイン・ピールーズィーは「TAV関係者はまだ空港運営を行っているとの報告であった。全員が金曜日までに空港から立ち去っていたにもかかわらず、である。私は軍から虚偽の報告を与えられたのだと考えている」と発言している。
5月8日にエマーム・ホメイニー国際空港は開港した。しかし、数時間もたたないうちに、空港運営における外国人の関与と、それによる航空保安上の懸念を理由として革命防衛隊の手で閉鎖されてしまった。結局、着陸が許可されたのはドバイからのエミレーツ航空の第一便のみで、続く同じドバイからのイラン航空便は新空港が閉鎖されていたうえにメヘラーバード国際空港への着陸も許可されず、エスファハーン国際空港への目的地変更を余儀なくされ、残余の便はすべて着陸空港をメヘラーバードへと変更されたのである。5月11日、トルコ外務省のユギュル・ズィヤル次官はイランのキャマール・ハッラーズィー外相と会談、この件に関するイラン軍の活動に懸念を表明した。
5月13日、新空港は再開された。革命防衛隊の幕僚代理としてアリー・アフシャール准将は「外国企業はすでに空港運営から離れており、保安上の懸念はすでに解消した」と発言。一方、TAV側は論争解決のために2週間の退去で合意したものの、TAVが第1ターミナル運営を行うというイラン政府との署名協定書がいまだに効力を持つと信じる、と述べている。
さらに問題をややこしくしたのが、2005年4月29日に英国およびカナダが発出した両国市民への空港利用に関する警告である。警告では、エマーム・ホメイニー空港の滑走路が以前のガナート（地下水路）上に建設されており、安全性に懸念があるとした。イラン当局はこれについて、同空港は国際民間航空機関による調査・認証を経ており、安全上の問題はないとの反論を行っている。

### メヘラーバードからの国際線移転
メヘラーバード国際空港からの国際線移転は段階的に進められた。当初はペルシア湾岸諸国発着便のみがエマーム・ホメイニー空港へ移転した。国内線と巡礼便（ハーッジとウムラのためのサウジアラビアゆき）以外は全てエマーム・ホメイニー空港へ移転する計画であった
。この計画にそって2006年夏に残余の国際線が移転する予定であったが、たびたび延期。最終的には2007年10月28日午前0時をもってダマスカス、ジッダ、マディーナなど数便以外をエマーム・ホメイニーに移転することが10月26日に発表された。これは発表通りに実施され、エマーム・ホメイニー空港はテヘランにおける国際空港として、完全な運用に移った。

## 施設・運用の問題
エマーム・ホメイニー空港の設計には批判がある。いくつかの区域での天井の低さ、洗面所の不足などを主とするものである。これはメヘラーバード空港からの移転により空港運用能力に関わる問題にまで拡大している。第2ターミナルはいまだ建設中で完成していない。

### 2008年の利用客による抗議
2008年1月4日、テヘラン州、ギーラーン州は50年来イランには見られなかった激しい暴風に見舞われた。その後も気象状況は緩和せず、1週間にわたって全てのフライトが欠航となった。しかしエマーム・ホメイニー空港は標準的な乗客用サービス、すなわちレストラン、近傍のホテル、免税店などが欠如しており、なにより今後の見通しに関わる情報提供が欠けていた。怒った利用客により空港内は騒乱状態となり、個々の要求への返答と食材の無償提供、さらにはイラン航空による運営の廃止をせまった。これに対してイラン航空は諸要求に応えた。また騒乱は警察によって非暴力的に解散され、空港は運用が続けられた。しかしこの事件を受けて、2008年1月13日、イラン航空は公式に空港運営を辞退した。

## 空港利用税
イランのパスポート保持者は年齢に関係なく課税される。これはイラン暦1年間（西暦3月20〜3月21日）において1回目に15万リヤール、2回目に20万リヤールが徴収される。ただしイギリス、アラブ首長国連邦、トルコへの出発に際しては1回目30万リヤール、2回目40万リヤールである。1ドルは約9200リヤールである。海外在住のイラン市民については現在、空港税は要求されないようになった。

## 就航航空会社と就航都市

### 国際線
| 航空会社                         | 就航地 |
| -------------------------------- | --- |
| イラン航空                       | 中東： ドバイ国際空港（ドバイ）、ラフィク・ハリリ国際空港（ベイルート）、バグダード国際空港（バグダード）、アン＝ナジャフ国際空港 (ナジャフ) アジア： チャトラパティ・シヴァージー国際空港（ムンバイ）、ジンナー国際空港（カラチ） ヨーロッパ： アムステルダム・スキポール空港（アムステルダム）、ジュネーヴ空港（ジュネーヴ）、イスタンブール、アンカラ、イズミル、ウィーン国際空港（ウィーン）、フィウミチーノ空港（ローマ）、ミラノ・マルペンサ空港（ミラノ）、ストックホルム・アーランダ空港（ストックホルム）、ヨーテボリ・ランドヴェッテル空港（ヨーテボリ）、ケルン・ボン空港（ケルン）、フランクフルト空港（フランクフルト）、ハンブルク空港（ハンブルク）、パリ＝オルリー空港（パリ）、ロンドン・ヒースロー空港（ロンドン） |
| マーハーン航空                   | 北京首都国際空港（北京市）、上海浦東国際空港（上海市）、広州白雲国際空港（広州市）、スワンナプーム国際空港（バンコク）、クアラルンプール国際空港(クアラルンプール)、アムリトサル国際空港(アムリトサル)、カーブル国際空港（カーブル）、アルマトイ国際空港 (アルマトイ)、アタチュルク国際空港 (イスタンブール)、アルビール国際空港 (アルビール)、エセンボーア国際空港 (アンカラ)、インディラ・ガンディー国際空港（デリー）、ドバイ国際空港（ドバイ）、アン＝ナジャフ国際空港 (ナジャフ)、バーミンガム空港（バーミンガム）、デュッセルドルフ空港 (デュッセルドルフ)、ミュンヘン空港 (ミュンヘン)、シャルル・ド・ゴール国際空港 (パリ）、ミラノ・マルペンサ空港 (ミラノ)、コペンハーゲン空港（コペンハーゲン）、ヴヌーコヴォ国際空港 (モスクワ)、ボルィースピリ国際空港（キーウ）、ヘイダル・アリエフ国際空港（バクー）、ズヴァルトノッツ国際空港（エレバン） |
| イラン・アーセマーン航空         | アタチュルク国際空港 (イスタンブール)、ズヴァルトノッツ国際空港(エレバン)、ナジャフ国際空港 (ナジャフ) |
| キーシュ航空                     | ボルィースピリ国際空港（キーウ） |
| カスピアン航空                   | ナジャフ国際空港 (ナジャフ)、スレイマニヤ国際空港 (スレイマニヤ) |
| ターバーン航空                   | アタテュルク国際空港（イスタンブール）、ドバイ国際空港（ドバイ）、トビリシ国際空港（トビリシ） |
| マラジ航空                       | アタテュルク国際空港 (イスタンブール)、ナジャフ国際空港 (ナジャフ) |
| ザグロス航空                     | ナジャフ国際空港 (ナジャフ) |
| アタ航空                         | アタテュルク国際空港 (イスタンブール)、トビリシ国際空港（トビリシ）、バグダード国際空港 (バグダード) |
| ウクライナ国際航空               | ボルィースピリ国際空港（キーウ） |
| アエロフロート・ロシア航空       | シェレメーチエヴォ国際空港（モスクワ） |
| アゼルバイジャン航空             | バクー(2025年9月1日より運航再開予定) |
| イラク航空                       | バグダード国際空港（バグダード）、ナジャフ国際空港 (ナジャフ) |
| アル・ナセル航空                 | ナジャフ国際空港 (ナジャフ) |
| オマーン・エア                   | マスカット国際空港 (マスカット) |
| エミレーツ航空                   | ドバイ国際空港（ドバイ） |
| フライドバイ                     | ドバイ国際空港 (ドバイ) |
| エア・アラビア                   | シャールジャ国際空港（シャールジャ） |
| カタール航空                     | ハマド国際空港（ドーハ） |
| クウェート航空                   | クウェート国際空港（クウェート） |
| チャム・ウィングス・エアラインズ | ダマスカス国際空港（ダマスカス） |
| スカイ・グルジア                 | トビリシ国際空港（トビリシ） |
| タジキスタン航空                 | ドゥシャンベ空港（ドゥシャンベ） |
| エア・アスタナ                   | アルマトイ国際空港 (アルマトイ) |
| 中国南方航空                     | ウルムチ地窩堡国際空港（ウルムチ市）、北京首都国際空港 (北京) |
| エアアジアX                      | クアラルンプール国際空港 (クアラルンプール) |
| ターキッシュ エアラインズ        | アタテュルク国際空港（イスタンブール）、 サビハ・ギョクチェン国際空港（イスタンブール）、エセンボーア国際空港（アンカラ） |
| ペガサス航空                     | サビハ・ギョクチェン国際空港（イスタンブール） |
| アトラスグローバル               | アタテュルク国際空港（イスタンブール） |
| ブリティッシュ・エアウェイズ     | ロンドン・ヒースロー空港（ロンドン） |
| KLMオランダ航空                  | アムステルダム・スキポール空港（アムステルダム） |
| ルフトハンザドイツ航空           | フランクフルト空港（フランクフルト） |
| オーストリア航空                 | ウィーン国際空港（ウィーン） |
| アリタリア-イタリア航空          | フィウミチーノ空港（ローマ） |
| エールフランス                   | シャルル・ド・ゴール国際空港 (パリ) |
| ゲルマニア                       | ベルリン・シェーネフェルト空港 (ベルリン) |
| エーゲ航空                       | アテネ国際空港 (アテネ) |

### 過去の就航路線
| 航空会社       | 就航地                                                                              |
| -------------- | ----------------------------------------------------------------------------------- |
| イラン航空     | 仁川国際空港（ソウル、2010年9月以降休航）、成田国際空港（東京、2011年11月以降休航） |
| カスピアン航空 | リスト・フェレンツ国際空港（ブダペスト）                                            |
| アリタリア航空 | ミラノ・マルペンサ空港（ミラノ、2008年3月29日休航。ローマに変更）                   |

## 事件・事故
2007年12月15日イラン時間午前3時、KLMオランダ航空のエアバス A330型機がルフトハンザ航空機と接触する事故が起こっている。犠牲者は出ていないが、この事故の影響でルフトハンザ航空601便は欠航、両社社員間で深刻な口論が持ち上がる結果となった。事故はKLM機が搭乗橋横付けのために停止する際に、フランクフルトへ向けて離陸のため滑走路へ向かっていたルフトハンザ機の翼に接触したためである。両機とも重大な損傷は受けていない。
2020年1月8日、ウクライナ国際航空752便が離陸直後にイスラム革命防衛隊の地対空ミサイルによって撃墜され、乗員乗客176人全員が死亡した。

## 交通
市内へのアクセスは、地下鉄とタクシーの2つ。

### 地下鉄
2017年8月7日にテヘラン・メトロ1号線の沿線が通り、市内中心部まで地下鉄で結ばれた。

### タクシー
到着ゲートを出たところがタクシー乗り場となっている。そこにはカウンターや待機列に常住している係員がいる。テヘラン市内へは、一律料金の75万リアル（約2,000円）。但し、所要時間は約1時間～3時間程度となっている。なお、白タク行為をしてくる人がいるので注意。